# Roberto Pedro Echarte
Roberto Pedro Echarte (27 de diciembre de 1927 – 14 de agosto de 2015) fue un ingeniero argentino, que ocupó el cargo de Ministro de Obras y Servicios Públicas, durante la presidencia de Raúl Alfonsín, del 26 de mayo hasta el 8 de julio de 1989, cuando fue reemplazado por Roberto José Dromi designado por Carlos Menem.

## Carrera
Egresó de la Facultad de Ingeniería de la Universidad de Buenos Aires (UBA). Fue Subdirector General de Aprendizaje y Orientación Profesional entre 1957 y 1958, Presidente del Consejo Profesional de Ingeniería Civil de 1976 a 1980 y Presidente del Consejo Nacional de Educación Técnica (CONET) de 1964 a 1966 durante la presidencia de Arturo Illia.
Durante la presidencia de Raúl Alfonsín se desempeñó como Subsecretario de Obras y Servicios Públicos de 1983 a 1985 y Secretario de Energía de la Nación, durante marzo de 1988 a mayo de 1989; paralelamente se desempeñó como Director Ejecutivo de la Entidad Binacional Yacyretá (EBY) de 1985 a 1988. Más tarde fue designado Ministro de Obras y Servicios Públicos de la Nación, tras la designación de un gabinete de crisis, ocupando el cargo del 26 de mayo al 8 de julio de 1989, en reemplazo de Rodolfo Terragno. Sus cargos durante la presidencia de Alfonsín se vieron marcados por una grave crisis energética en el país. n la grave crisis de abastecimiento de finales de 1988 y principios de 1989, caracterizada por significativos cortes programados en todo el Sistema Interconectado Nacional, restricciones a la realización de espectáculos nocturnos y la iluminación de vidrieras y marquesinas,
Bajo la gestión de Echarte, Argentina experimentó una de las peores crisis energéticas de su historia. Los cortes, que se extendieron por más de cuatro meses, quedaron marcados en la memoria colectiva. Durante la crisis energética, declaró asuetos administrativos, hubo canales de TV operando solo cuatro horas diarias, bancos trabajando de 8 a 12. La escasez de electricidad había comenzado en abril de 1988, por lo que se realizaron cortes de luz rotativos de cinco horas por turno en ese mes. Por el faltante energético, en diciembre se restringió a los espectáculos deportivos, la prohibición de la iluminación con fines ornamentales y la supresión de los trabajos nocturnos. La falta de energía eléctrica afectó también el abastecimiento del agua. Fue así como Obras Sanitarias de la Nación tuvo que distribuirla en tanques a las zonas del Gran Buenos Aires. Se atribuyó la crisis a la «falta de inversiones en materia de generación, expresando que en el período 1984–87 las inversiones en generación alcanzaron a 28 millones de dólares estadounidenses, cuando en realidad deberían haber sido alrededor de 250 millones. Su gestión finalizó tras la asunción de Carlos Menem, quien designó a Roberto José Dromi como sucesor.
Recibió el premio Laurel de Plata a la Personalidad del Año del Rotary Club de Buenos Aires y el premio Magnus del programa de televisión "Argentina, Sociedad Anónima" a los referentes del cambio, en 2005.